# Sergio Langer
Sergio Langer (Buenos Aires, 25 de junio de 1959) es un arquitecto, humorista gráfico e ilustrador, de estilo satírico y grotesco.

## Biografía
Hijo de madre rumana (prisionera en los campos de concentración entre 1941 y 1944) y de padre polaco (llegado a la Argentina en los años ’30).  En 1971, su padre (comerciante) fue asesinado en un asalto en su tienda de Río Gallegos. Langer se crio con su madre y dos hermanos en el Barrio de Once.

## Trayectoria
Sus primeras historietas aparecieron en 1979 en la revista Humor Registrado. Su trabajo fue publicado en Revistas como “Rico Tipo”, “Sex Humor” y “Barcelona”; y en los periódicos La Prensa, Página 12 y Clarín, donde publicó desde 2003 y durante catorce años la tira “La Nelly”, sátira de la clase media porteña con guion de Rubén Mira. También publicó en “Lento”, mensuario de Montevideo; en la revista “Mongolia” de Madrid (desde 2013) y en el semanario “Courrier International”, de París.
En 1993 fue cofundador, junto con Diego Bianki, del proyecto experimental “El lápiz japonés”, revista de diseño, arte e historieta argentina de los ’90. al que pronto se sumarían Sergio Kern, Elenio Pico y Ral Veroni.
Su primer libro, “Blanco y Negro” (Eudeba), fue publicado en el año 2000, luego publicaría “Burroughs para principiantes”, con textos de Rubén Mira (2001), “Manual de historia argentina”, “De Carlos a Néstor” (2003), “Nelly Argentinísima” y “Cervantes para principiantes” (2005), “For Export” (2007), “For Export II” (2011), “Satánicos” (2013), junto con el dibujante chileno Pepe Palomo; y “Judíos” (2015).  
En 2006, publica en el número 3562 de la revista franco-belga Spirou, dedicada a historietistas argentinos, con la coordinación de Roberto Pazos y la colaboración de Elenio Pico.
En 2018 Lleva a cabo la performance “Plataforma futuro” a partir de la novela El nazi y el peluquero utilizando dibujo y multimedia. El mismo año dicta el Seminario-taller “El humor como práctica y experiencia”, sobre viñeta, historieta e intervención humorística realizado en la Biblioteca Nacional.
En el año 2021 ilustró la tapa del libro "Esto es zona sur" del escritor y periodista bonaerense Damián Mereles, que fue un éxito de ventas.
Fue premiado por sus historietas en Japón, Brasil, Alemania, China e Israel y ha sido jurado en concursos de Brasil, Cuba y México. En 2022 obtuvo el Premio Konex por su trayectoria en la última década.